# Tephrosia malvina
Tephrosia malvina är en ärtväxtart som beskrevs av Richard Kenneth Brummitt. Tephrosia malvina ingår i släktet Tephrosia och familjen ärtväxter. Inga underarter finns listade i Catalogue of Life.